# Paumelle
Ne doit pas être confondu avec Paumelle (voilerie).

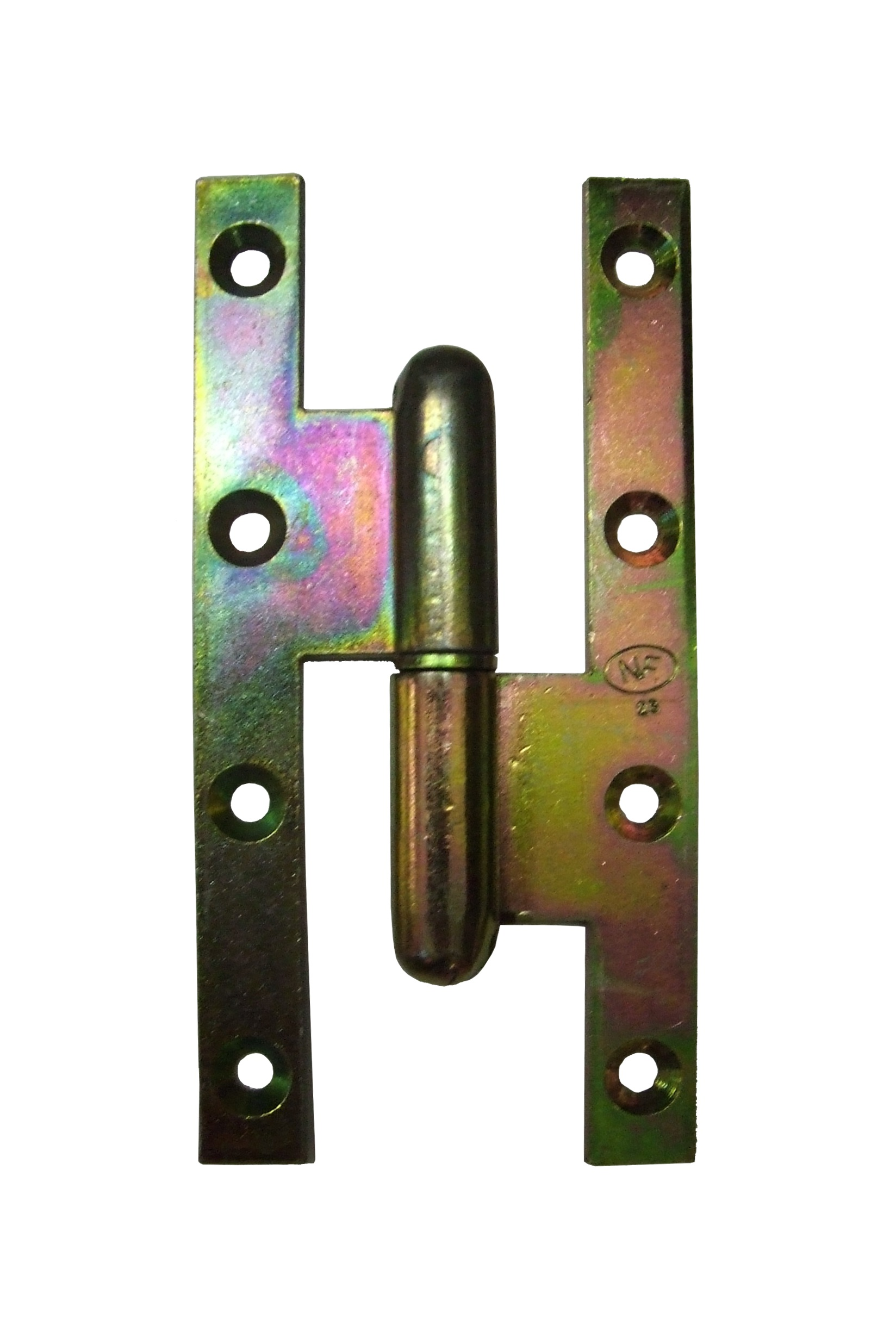
Une paumelle picarde (paumelle double)

Une paumelle permet la rotation de la partie mobile par rapport à la partie fixe d'un châssis de porte ou de fenêtre. Contrairement à une charnière, une paumelle permet un démontage facile de la porte ou de la fenêtre.
Dans le domaine maritime, la paumelle est un outil utilisé en voilerie.

## Histoire du mot
Le mot vient de l'occitan paumèla, un diminutif de paume.

## Typologie
Fin XVIIIe siècle, en termes de serrurerie, une paumelle désigne une espèce de penture à deux branches, qui se pose en hauteur au lieu de l'être en travers, et sert à la ferrure des portes, des volets, des persiennes. Il en est de différentes espèces.
- Paumelle simple - Paumelle qui n'a qu'une seule branche portant un œil, et qui doit entrer dans un gond à pointe ou à scellement[S 1],[1],

- Paumelle double, dite paumelle picarde - Paumelle à deux branches semblables, dont l'une porte l'œil et l'autre le gond[S 1],[2],
- Paumelle à queue d'aronde - Paumelle élargie, de forme triangulaire derrière l'œil. Il en est aussi de simples et de doubles ; de toutes ces paumelles, les unes portent le nom d'S, qui leur vient de la forme contournée en S qu'on donne à chaque branche, et les autres se nomment T parce que les branches sont droites[S 1],[3],
- Paumelle à pivot - Pivot[4],
- Paumelle à équerre - Paumelle en T, à laquelle il est ajouté une longue tige coudée à l'une des branches, afin qu'elle puisse former en même temps paumelle et équerre double[S 1],[5].

## Paumelles contemporaines
Aujourd'hui, la tendance est à la paumelle ou charnière invisible, elle est à déterminer selon le poids de la porte, même extrême, du modèle et de sa finition.

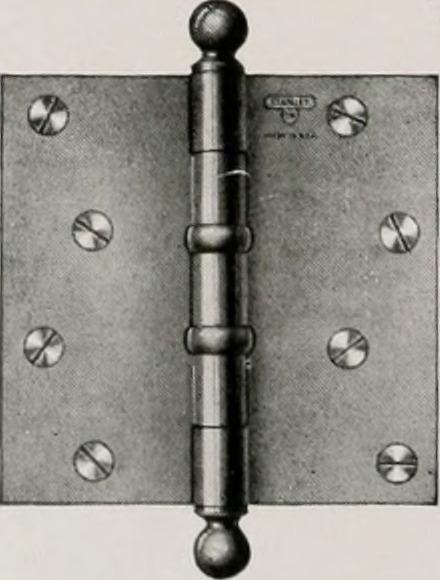
Paumelle à nœud rond

A visser ou à souder, les paumelles sont disponibles en plusieurs finitions : vieux laiton, patiné argent, fer patiné, époxy noir, fer rouillé (en réalité un acier corten), acier bichromaté, etc. et en différents types de nœuds (partie décorative apparaissant en bout de la partie charnière) : rond, carré ou à vase.
Les paumelles à souder sont réalisées à base de profils étirés de section ogivale et à basse teneur en carbone et est spécialement conçue pour la soudure à l’arc et au semi-automatique.
Toutes les dimensions (40 mm à 200 mm) pour toutes charges (même 150 kg) peuvent être fabriquées en acier, inox 304, inox alimentaire 316L, en aluminium et avec axe en acier, laiton, inox ou inox alimentaire. Elles sont disponibles en plusieurs finitions et différents styles pour s'adapter à la porte (et à l'environnement de cette porte) sur laquelle elles seront fixées.
Différents éléments peuvent y être ajoutés tel que graisseur, roulement à billes, vis et clips de sécurité…
Les paumelles sont utilisées dans la quincaillerie, la ferronnerie, le secteur de la construction métallique, automobile, ferroviaire et naval et du bâtiment (menuiserie, métallerie), la sécurité (portes blindées et coupe-feu), le secteur alimentaire, etc.